# Chlorops extraneus
Chlorops extraneus är en tvåvingeart som beskrevs av Christian Rudolph Wilhelm Wiedemann 1830. Chlorops extraneus ingår i släktet Chlorops och familjen fritflugor. Inga underarter finns listade i Catalogue of Life.